# José Franchy y Roca
José Franchy y Roca (Las Palmas de Gran Canaria,24 avril 1871-Mexico, 8 novembre 1944) est un homme politique espagnol de tendance fédéraliste. Il est Ministre de l'Industrie et du Commerce en tant que membre du gouvernement Azaña III sous la Seconde République espagnole.